# قضیه کرامر–کاستیلون
مسئله (انگلیسی: Cramer–Castillon problem)
مسئله (قضیه) کرامر-کاستیلون

Two solutions whose sides pass through

در علم هندسه قضیه کرامر-کاستیلون قضیه ای است که توسط کرامر معرفی شد و توسط ریاضی‌دان ایتالیایی جین د کاستیلون که ساکن برلین بود، در ۱۷۷۶ حل شد.
قضیه بدین ترتیب است که:
با داشتن دایره z و سه نقطه a,b,c در همان صفحه که روی z قرار ندارد، می‌توان هر سه ضلعی را رسم کرد که از a,b,c بگذرد و محاط در z باشد.
قرن‌ها پیش پاپوس از مصر، مورد خاصی از این قضیه را حل کرده بود: وقتی که سه نقطه روی یک خط قرار داشته باشند. اما حالت عمومی این قضیه بسیار دشوار است. پس از ساختار هندسی کاستولین، لاگرانژ یک راه حل آنالیزی پیدا کرد که از راه حل کاستیلون راحت‌تر بود. در اوایل قرن ۱۹، Lazare Carnot این قضیه را به n نقطه تعمیم داد.